# Mir-Jam
Mir-Jam, nom de plume de Milica Jakovljević (serbe en écriture cyrillique : Милица Јаковљевић, Мир-Јам), née le 22 avril 1887 à Jagodina et morte le 22 décembre 1952 à Belgrade, est une romancière serbe. Ses romans sentimentaux, écrits durant l'entre-deux-guerres, ont rencontré un grand succès. De son temps, elle a été appelée la « Jane Austen serbe ».

## Biographie
Elle naît en 1887 dans le royaume de Serbie, du second mariage de son père, fonctionnaire d’État influent resté veuf avec huit filles. Milica aura un frère, Stevan, qui deviendra un écrivain célèbre, et une sœur, Zora. Elle passe son enfance à Kragujevac. Après la Première Guerre, elle déménage à Belgrade, la capitale, où elle est diplômée d'une école pédagogique. En 1907, et pendant plus de dix ans, elle est enseignante dans des écoles rurales. De 1921 à 1941, elle est journaliste à une époque où les femmes ont un accès très limité à la profession : d’abord pour le journal Beogradske Novosti (litt., Les Nouvelles de Belgrade) et plus tard pour Nedeljne Ilustracije (litt., Le Dimanche illustré). Elle parle couramment le russe et le français.

### La «Jane Austen serbe»
Parallèlement à son travail de journaliste, elle publie des romans sentimentaux sous le pseudonyme de Mir-Jam. Écrits dans un style simple, très pittoresque et descriptif, ses romans lui valent une grande popularité et figurent parmi les plus lus durant l'entre-deux-guerres, et par toutes les classes sociales. Ils sont cependant descendus en flammes par les critiques littéraires (« bas-fonds littéraires ... sans aucun esprit »).
L'intérêt de son œuvre tient à la représentation détaillée et réaliste de la vie quotidienne de la classe bourgeoise dans le royaume de Yougoslavie de l'entre-deux-guerres, avec, pour thème sous-jacent, l'émancipation des femmes. De par son style et ses thèmes, elle fut surnommée en son époque « la Jane Austen serbe ».

### Ennemie de l’État
Pendant la Seconde Guerre mondiale, au cours de l'occupation yougoslave, elle décline l'invitation à  écrire pour le journal collaborationniste de Milan Nedić, premier ministre du Gouvernement de salut national pro-nazi, car elle veut sauvegarder son honneur et celui de son frère, le professeur et écrivain Stevan Yakovlevich qui avait été emprisonné parce que major de l'armée du roi. Elle payera le prix de son refus.
À la veille de l'effondrement du royaume de Yougoslavie en 1941, l’Association des journalistes de Serbie comptait 264 membres, dont douze femmes seulement. En 1945, l'effectif est réduit de moitié. L'Association des journalistes expulse 22 journalistes, dont Mir-Jam. Elle ne parvient pas à retrouver du travail. En cause : le fait qu'elle n'a pas montré son soutien aux partisans communistes lors de la libération de pays, et les propos tenus à son endroit par le romancier et activiste communiste Oskar Davičo lors de la session de l'Association des écrivains de Yougoslavie : « Certains camarades n'écrivent pas de manière militante, comme l'exige notre factualité. Ils n'écrivent pas de manière communiste, ils écrivent de manière bourgeoise, sentimentale et nunuche, comme Mir Jam. » Ces mots ont signifié la condamnation à la mort professionnelle de Mir-Jam. La nouvelle Yougoslavie communiste issue de la guerre interdit ses livres sans fournir une explication officielle, et l’opprobre est jetée sur son œuvre  et sera maintenue longtemps. Mir-Jam ne trouve plus d'emploi comme journaliste et n'est plus autorisée à publier de nouveaux romans. Ses anciens amis l'évitent depuis qu'ils savent qu'elle est considérée comme un ennemi de l'État.
Son frère, le professeur et écrivain Stevan Jakovljević, malgré les marques de loyauté et son engagement dans le nouveau gouvernement (il a été nommé premier recteur de l'Université de Belgrade), ne peut rien pour elle excepté lui allouer une petite pension. Mir-Jam tombe dans l'oubli et vivra dans la solitude et le dénuement jusqu'à sa mort.

### Réhabilitation tardive
À la fin du XXe siècle, elle est réhabilitée à titre posthume. Ses romans se retrouvent de nouveau en librairie, et son engagement journalistique est officiellement reconnu : elle est classée parmi les cent journalistes serbes les plus importants de la période 1791-1991.
À partir de 2008, son œuvre connaît un regain de popularité quand son roman Ranjeni orao (litt., L’Aigle blessé), est adapté en série télévisée et remporte un grand succès. D'autres adaptations suivront.
Bien qu'écrivant fréquemment sur le mariage, et décrite comme fort jolie, elle ne s'est jamais mariée. Elle contracte une pneumonie au début de l'hiver 1952 et meurt le 22 décembre de la même année. La nouvelle de son décès n'est publiée dans aucun journal de l'époque. À l'instar de Jane Austen, à qui elle a été autrefois comparée, on sait peu de chose de sa vie privée. Si la maison de Jane Austen a été transformée en musée, celle de Mir-Jam à Belgrade, où elle a écrit toute son œuvre, a été démolie, et il n’existe à ce jour aucune plaque commémorative, buste ou rue à son nom.

## Œuvre
Les romans ont d'abord paru sous la forme de feuilleton dans le journal Nedeljne Ilustracije (litt., Le Dimanche illustré).

### Romans
- 1934-1935 : U slovenačkim gorama (litt., Dans les montagnes slovènes)
- 1935-1937 : To je bilo jedne noći na Jadranu (litt., Cela a eu lieu une nuit sur l'Adriatique)
- 1937-1938 : Greh njene majke (litt., La Faute de sa mère)
- 1938-1939 : Otmica muškarca (litt. L'Enlèvement d'un homme)
- 1939-1940 : Nepobedivo srce (litt. Un cœur invincible)
- 1940-1941 : Ranjeni orao (litt., L’Aigle blessé)
- Samac u braku (litt., Le Célibataire marié)
- Mala supruga (litt., La Petite Épouse)
- Izdanci Šumadije (litt., Les Origines de la Šumadija), autobiographie publiée tardivement (en 2009).
- Izgubljeno dete (litt., L'Enfant perdu) (roman inachevé)

### Nouvelles
- Dama u plavom (litt., La Dame en bleu)
- Časna reč muškarca (litt., La Parole d'honneur d'un homme)
- Sve one vole ljubav (litt., Toutes aiment l'amour)
- Devojka sa zelenim ocima (litt., La Jeune Fille aux yeux verts)
- Prvi sneg (litt., Première neige)

### Théâtre
- Tamo daleko (litt., Loin là-bas)
- Emancipovana porodica (litt., Une famille émancipée)

## Adaptations à la télévision
(par ordre décroissant)
- 2015 : Jedne letnje noci (litt., Une nuit sur la mer adriatique), série télévisée réalisée par Ivan Stefanovic, avec Mina Lazarevic et Vaja Dujovic, produit par Košutnjak Film[6] - « Disponible », sur YouTube

- 2014 : Samac u braku (litt., Le Célibataire marié), série télévisée réalisée par Ivan Stefanovic, avec Milos Bikovic et Brankica Sebastijanovic, produit par Košutnjak Film[7] - « Disponible », sur YouTube

- 2011-2012 : Nepobedivo srce (litt. Un cœur invincible), série télévisée réalisée par Zdravko Sotra, avec Ivan Bosiljcic et Sloboda Micalovic, produit par Košutnjak Film[8] - « Disponible », sur YouTube

- 2009-2010 : Greh njene majke (litt., La Faute de sa mère), série télévisée réalisée par Zdravko Sotra, avec Ivan Bosiljcic et Ivana Jovanovic, produit par Košutnjak Film[9] - « Disponible », sur YouTube

- 2008-2009 : Ranjeni orao (litt., L’Aigle blessé), série télévisée réalisée par Zdravko Sotra, avec Ivan Bosiljcic et Sloboda Micalovic, produit par Košutnjak Film[10] - « Disponible », sur YouTube

- 1991 : Brod plovi za Sangaj (litt., Le Bateau part pour Shanghai), téléfilm de Milos Radovic, d'après le roman Samac u braku (litt., Le Célibataire marié)[11] - « Disponible », sur YouTube

- 1977 : Ranjeni orao (litt., L’Aigle blessé), téléfilm de Soja Jovanovic[12]

## Sources
Bibliographie
- (sr) Miljana Laketić : Mir Jam - Obožavana i unižena (litt., Mir Jam - Adulée et humiliée) ; Belgrade : Globosino, 177 pages, 2009

Webographie
- (sr) Biographie de Mir-Jam (1ère partie) sur 011info
- (sr) Biographie de Mir-Jam (2e partie) sur 011info
- (sr) Biographie de Mir-Jam
- Date de publication des premières éditions des romans de Mir-Jam